# Schindellegi
Schindellegi ist eine Ortschaft innerhalb der politischen Gemeinde Feusisberg im schweizerischen Kanton Schwyz.

## Geschichte

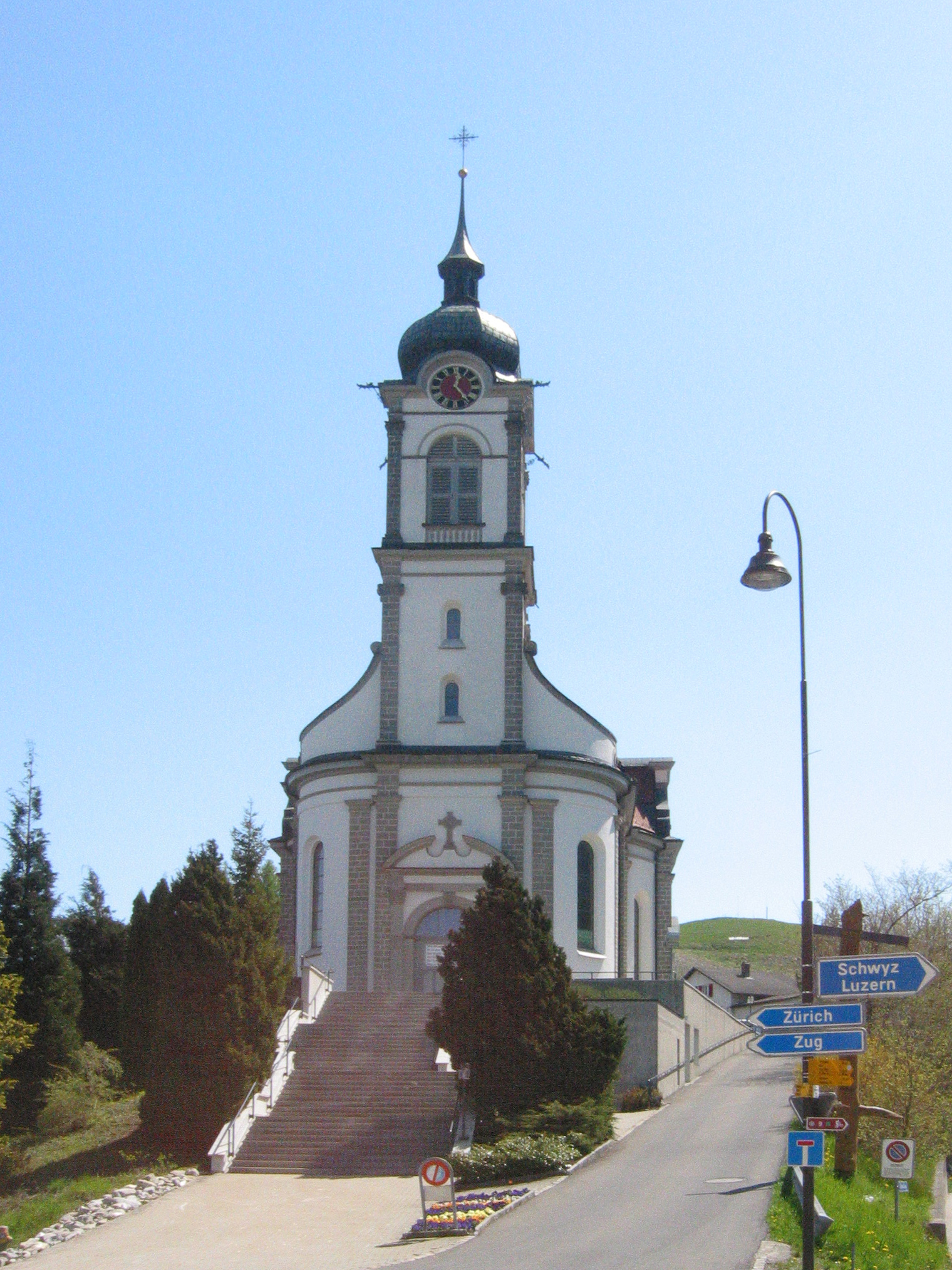
Kirche Sankt Anna Schindellegi

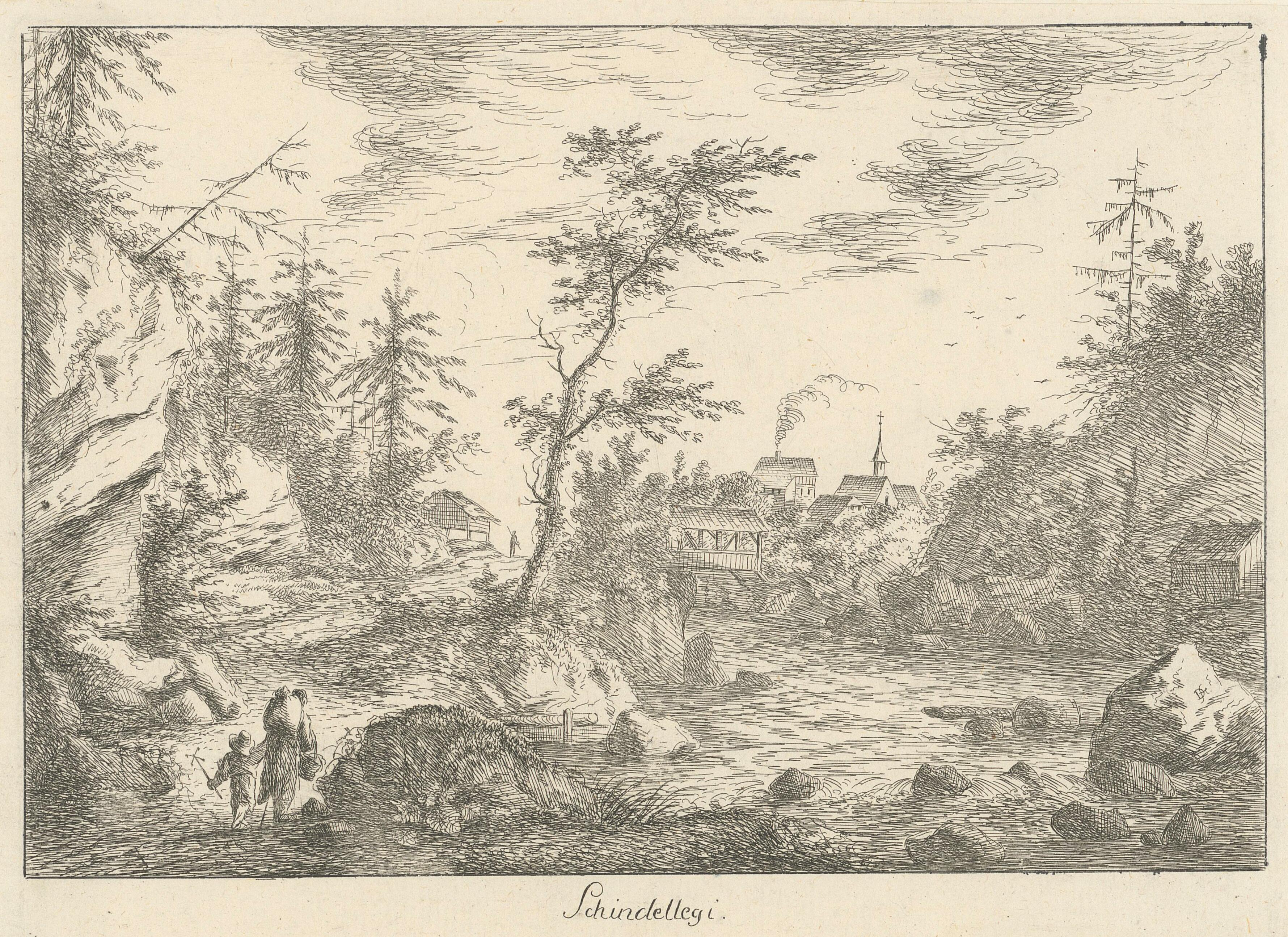
Sihlbrücke im Jahr 1757, wurde 1765 ersetzt

Schindellegi wurde 1220 erstmals als Schindel-Lagerplatz urkundlich erwähnt. Im Spätmittelalter und in der Frühneuzeit wurde es verschiedentlich im Rahmen von kriegerischen Auseinandersetzungen besetzt oder geplündert, namentlich während des Alten Zürichkriegs (1439–1450), während des Ersten und des Zweiten Kappelerkrieges (1529–1531), während der Villmergerkriege (1656/1712) und durch französische Truppen im Gefecht bei Schindellegi (1798).
1848 wurde die Gemeinde Feusisberg mit den Dörfern Feusisberg und Schindellegi konstituiert. Der Anschluss an die Eisenbahnlinie Wädenswil–Einsiedeln der Wädenswil-Einsiedeln-Bahn erfolgte 1877.

## Religion
Schindellegi liegt an der Pilgerroute nach Einsiedeln. Wahrscheinlich wurde auch deswegen die heilige Anna die Patronin der früheren Kapelle und der heutigen Kirche. So besuchte und erwähnte auch Goethe, der im Jahr 1797 nach Einsiedeln reiste, Schindellegi. Wie im ganzen Kanton Schwyz, so war auch die Bevölkerung in Schindellegi ursprünglich katholisch. Auf Grund des Zuzugs gibt es inzwischen aber auch viele reformierte Christen und Angehörige anderer Religionen. Die reformierten Christen gehören zur reformierten Kirchgemeinde Höfe, deren Zentrum in Pfäffikon SZ liegt. Die katholische Pfarrei St. Anna gehört zum Seelsorgeraum Berg. Bei Hochzeiten und Beerdigungen geniessen die reformierten Christen Gastfreundschaft in der katholischen Annakirche.

## Geographie

Schindellegi, historisches Luftbild von 1924, aufgenommen aus 400 Metern Höhe von Walter Mittelholzer

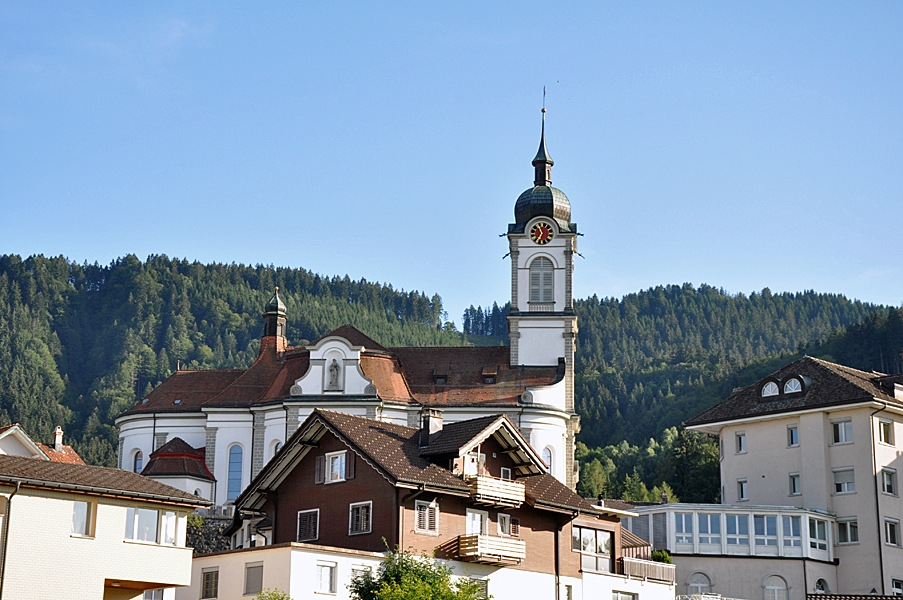
Schindellegi Dorf

Schindellegi liegt 346 Meter über dem Zürichsee an der Sihl, die sich hier dem See auf drei Kilometer nähert. Ein Felsdamm, auf dem die Kirche Sankt Anna erbaut wurde, hält sie aber davon ab, den direkten Weg in den Zürichsee zu nehmen. So fliesst sie weiter westlich, dem Hang entlang, um erst in Zürich in die Limmat zu münden.
Schon seit dem Mittelalter liegt Schindellegi an bedeutenden Verkehrstrassen.

## Unternehmen
Schindellegi ist Sitz des Transport- und Logistikkonzerns Kühne + Nagel (Kuehne + Nagel International AG), der Kühne-Stiftung und des Schreibwaren-Herstellers Pelikan (Pelikan Holding AG).

## Persönlichkeiten
- Klaus-Michael Kühne (* 1937), Unternehmer und Manager, wohnt in Schindellegi
- Sergio Marchionne (1952–2018), Wirtschaftsmanager, wohnte in Schindellegi
- Georg Hess (1956–2016), Politiker (CVP), lebte in Schindellegi
- Boris Collardi (* 1974), Bankmanager, wohnt in Schindellegi
- Simon Ammann (* 1981), Skispringer, vierfacher Olympiasieger, wohnt in Schindellegi

## Bilder

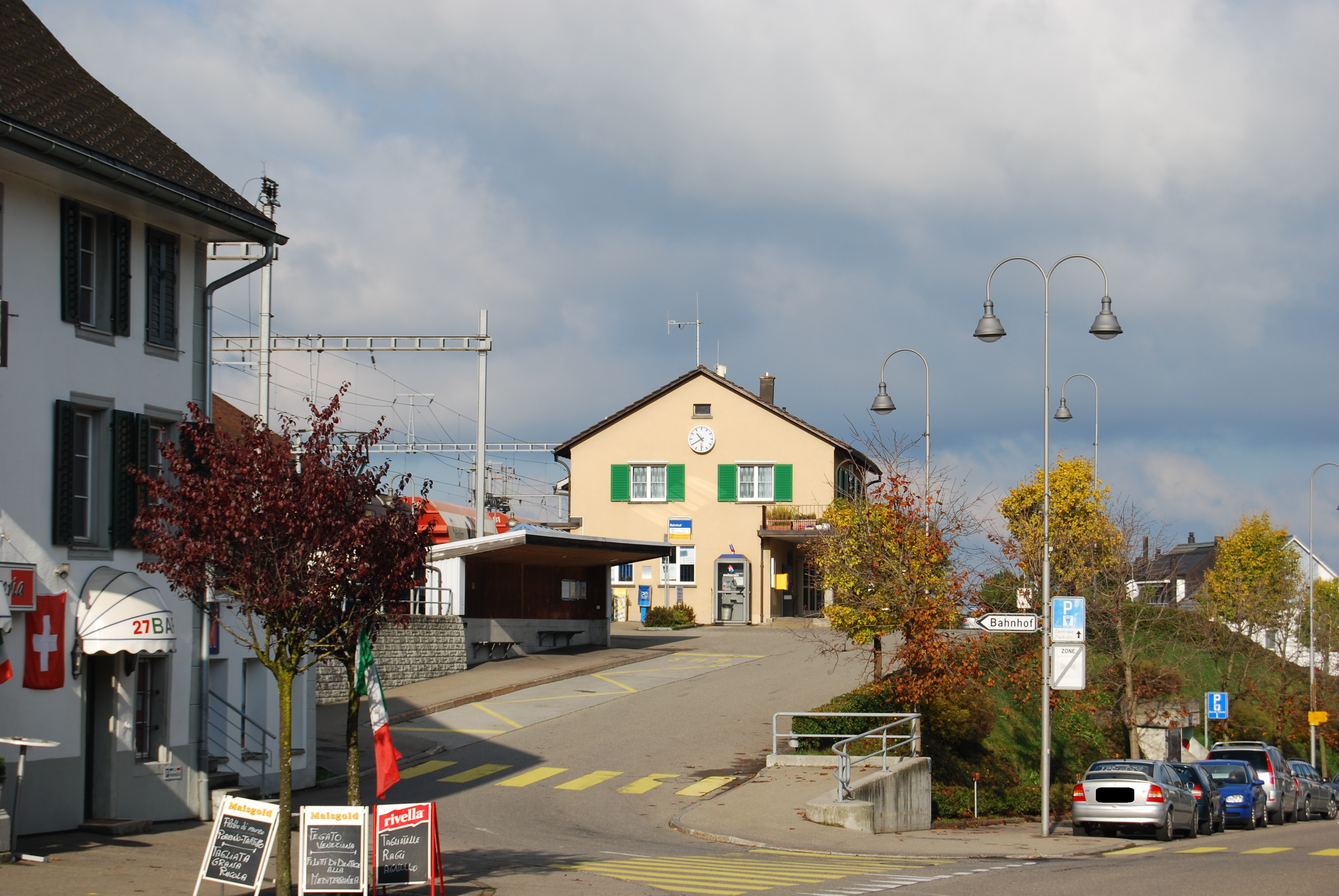
Bahnhof Schindellegi
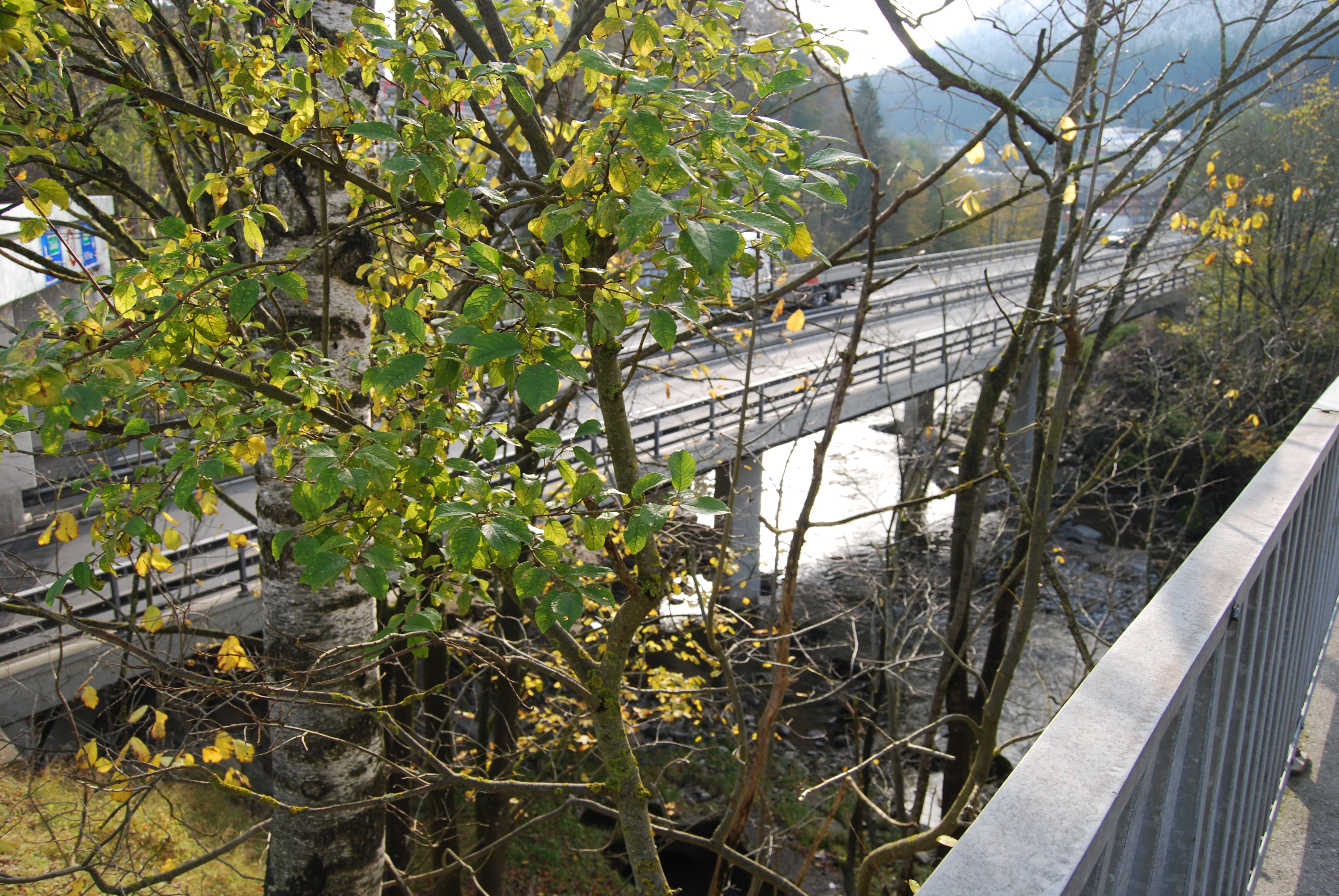
Brücke der Kantonsstrasse über die Sihl
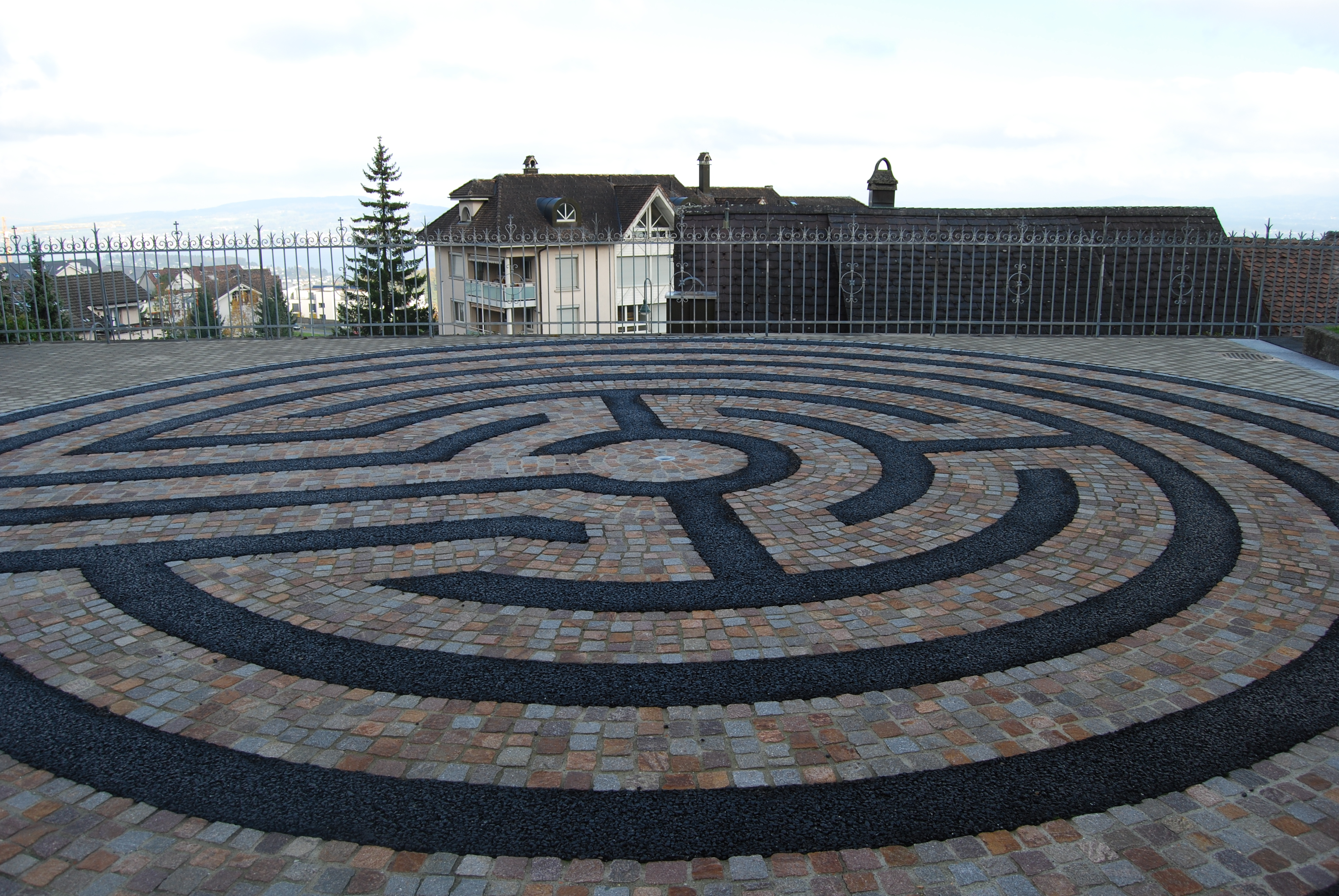
Labyrinth vor der Kirche
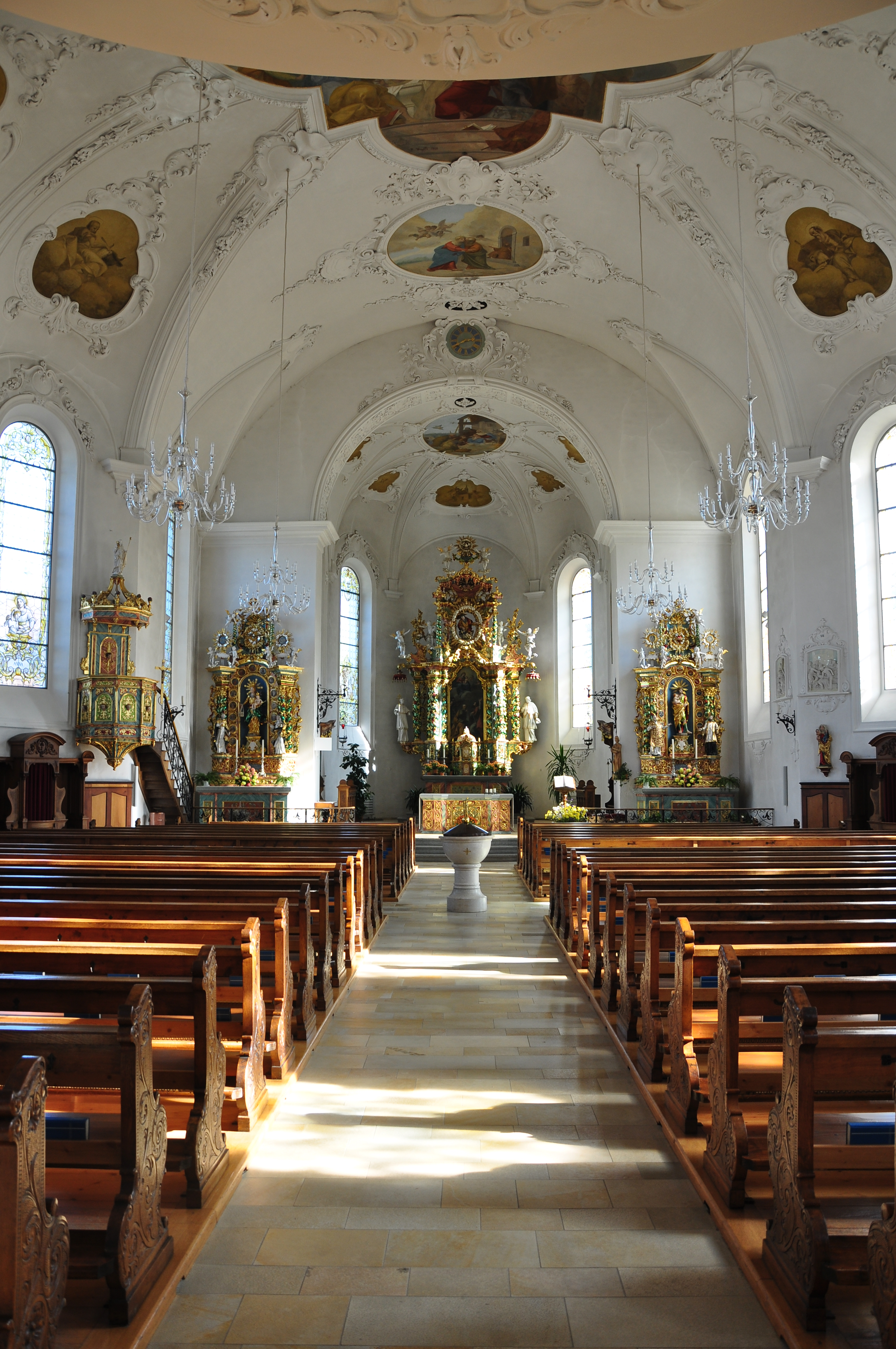
Innenansicht der Kirche St. Anna
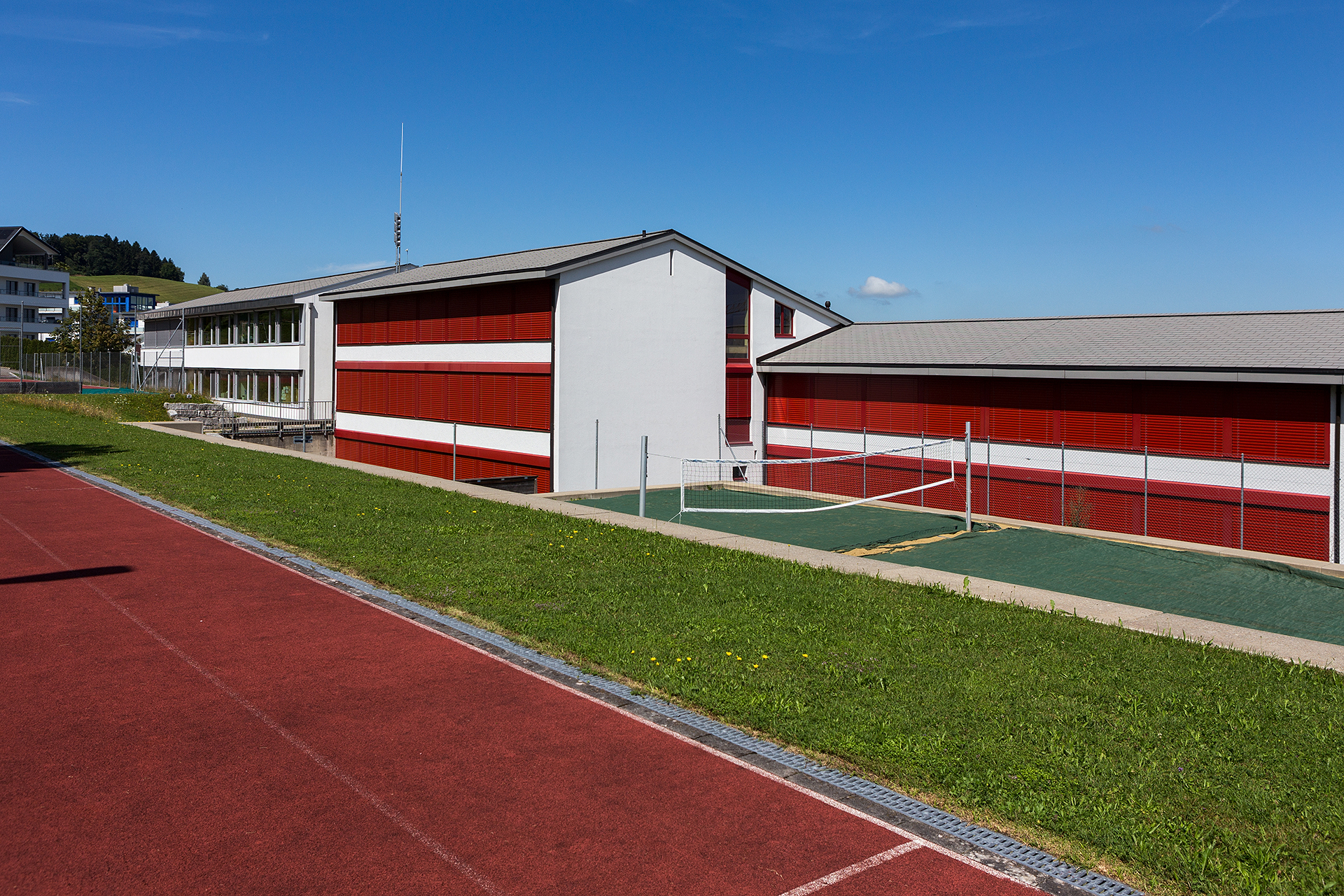
Schulhaus
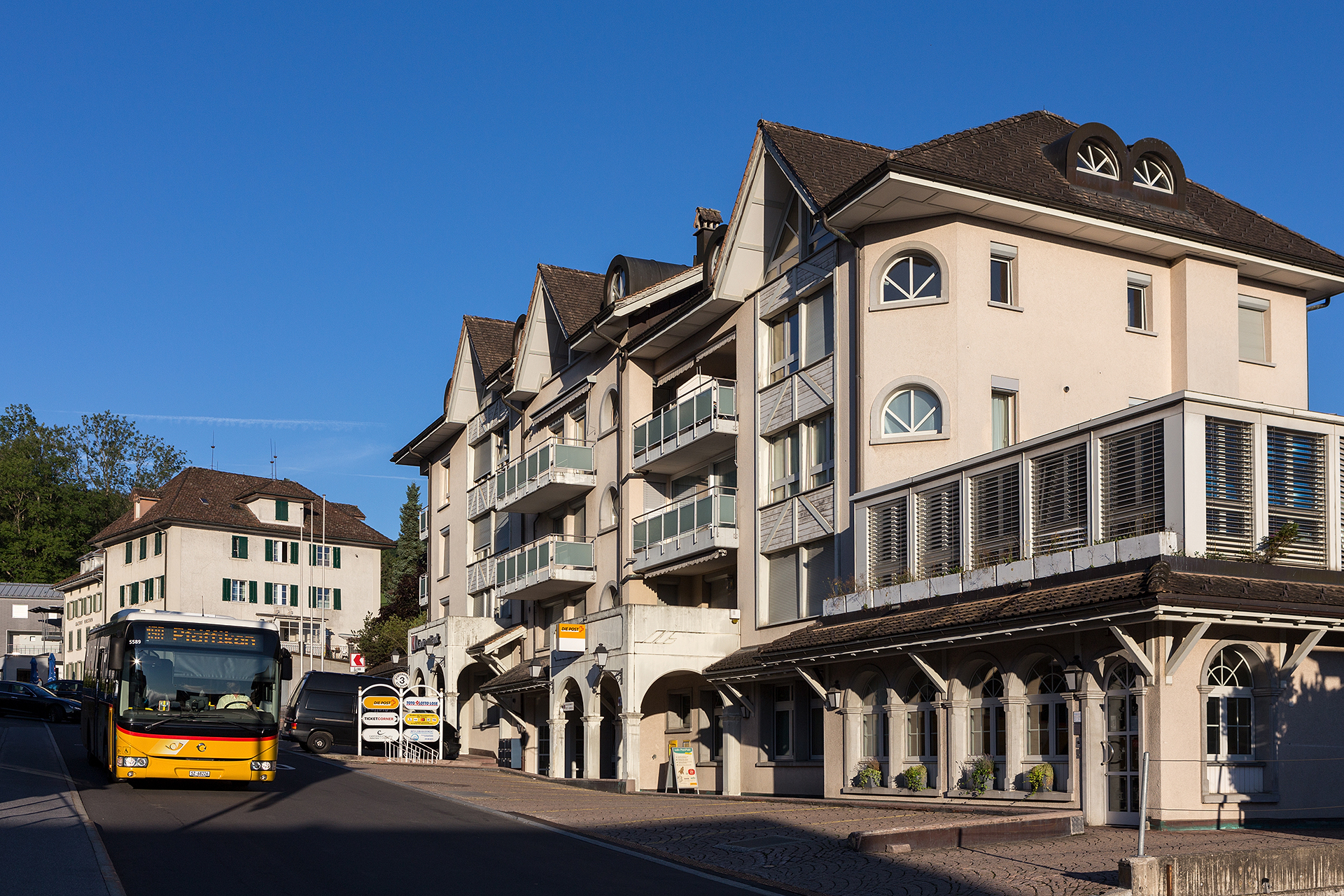
Post und Bank